# Rio Marina
Rio Marina település Olaszországban, Toszkána régióban, Livorno megyében. Lakosainak száma 2211 fő (2018. január 1.). Rio Marina Porto Azzurro és Rio nell’Elba községekkel határos.

## Népesség
A település lakossága az elmúlt években az alábbi módon változott:

| 2017 | 2 195 |
| 2018 | 2 211 |